# Copa del Rey 1912
Jedenáctý ročník Copa del Rey (španělského poháru) se konal od 31. března do 7. dubna 1912 za účasti čtyř klubů.
Trofej získal podruhé ve své historii FC Barcelona, která porazila ve finále 2:0 Real Sociedad Gimnástica Española.